# Sambal goreng telor
Sambal goreng telor is een Indonesisch bijgerecht van gekookte eieren (telor) die even gefrituurd worden en in een pittige saus (sambal goreng) worden gelegd. Goreng betekent gebakken en door de gekookte eieren te bakken wordt een stug laagje gecreëerd waarna smaken beter kunnen worden opgenomen. De ingrediënten voor de saus dienen gesauteerd te worden. Dit zijn tomaat, rode peper, knoflook, laos, trassie, Sereh (citroengras),
zout en suiker.  Het gerecht maakt onderdeel uit van de traditionele Indische rijsttafel.